# Clan Miwa
Le Clan Miwa (大神氏, Miwa-uji) est une famille sacerdotale (en) et samouraï japonaise qui sert le sanctuaire de Miwa depuis des générations,. L'ancêtre de la famille Miwa est dit être Okuninushi no Mikoto, via Ōtataneko. Le clan Omiwa, également connu sous le nom de clan Ogami, était une famille éminente dans le Japon ancien connue pour sa responsabilité dans la réalisation des rituels d'État pour la Cour de Yamato. Le clan est devenu proéminent entre la seconde moitié du Ve siècle et le VIe siècle, avant l'établissement de capitales telles que Heijo-kyo et Heian-kyo. Le principal centre d'influence du clan était la zone autour du Mt. Miwa, considérée comme un site religieux et politique important. Selon la légende, les ancêtres du clan Ogami ont pu apaiser la première épidémie au Japon et cette croyance a été transmise de génération en génération jusqu'à nos jours au Sanctuaire Ōmiwa. Des recherches récentes ont mis en lumière le rôle et l'importance du clan Ogami dans le pouvoir royal et les rituels anciens.

## Histoire
Durant une épidémie au Japon, Empereur Sujin a reçu des instructions sous forme de rêve pour rechercher un homme nommé Ōtataneko (太田田根子) et le nommer grand prêtre. Il l'a finalement trouvé dans la Province d'Izumo. Une fois trouvé et installé, la pestilence a finalement diminué, permettant à cinq céréales de mûrir. Par excès de prudence, l'Empereur a également nommé Ikagashikoo (伊香色雄) comme kami-no-mono-akatsu-hito (神班物者), ou celui qui trie les offrandes aux dieux. À ce jour, le sept de Miwa du Clan Kamo prétend descendre de Ōtataneko, tandis qu'Ikagashikoo était un ancêtre revendiqué du désormais éteint Clan Mononobe.
Pendant la 8e année du règne de Empereur Temmu, le clan Miwa a été renommé Miwa-no-kun et s'est vu attribuer le nom de famille Ogami-chosin. Les descendants du fils de Koichi Maro, Shinobito ont servi comme Haute Prêtresse Ogami. Selon les notes de la généalogie, la famille Daiminushi a servi la Cour du Sud pendant la période du Nanboku-cho. De nombreux membres de la famille sont morts dans les guerres civiles entre les dynasties du Nord et du Sud.
Après la période Muromachi, la lignée légitime a servi comme grands prêtres, mais certains membres de la famille sont devenus guerriers et ont servi les clans Miyoshi et Kitabatake (en). Après la rupture de Hobo, la famille Daikami a pris le nom de Takamiya et a servi au Sanctuaire Ogami, et leurs descendants ont continué à servir le sanctuaire jusqu'à la Restauration de Meiji.
Une branche de la famille Miwa, connue sous le nom de Hiyoshi, a servi l'Usa Jingū dans l'antiquité. Leurs descendants ont servi comme grand prêtre du Usa Jingu pendant longtemps jusqu'à ce qu'ils soient remplacés par le clan Usa. Des descendants, des guerriers médiévaux tels qu'Ogata, Ono, et Anan sont nés, et pendant la période Sengoku, ils ont joué un rôle dans le pouvoir militaire du clan Otomo, les seigneurs féodaux de Kyushu.

## Voir également
- Clan Yamato
- Clan Izumo
- Clan Aso
- Clan Owari
- Clan Tsumori
- Clan Amabe
- Clan Tanba
- Clan Urabe
- Clan Sarume
- Kii no Kuni no Miyatsuko
- Clan Munakata
- Clan Yagi

## Pour en savoir plus
- Clans et Religion dans le Japon ancien La mythologie du Mont Miwa

## Lectures complémentaires
- Clans et religion dans le Japon ancien La mythologie du mont Miwa